# Antoine du Verdier
Antoine du Verdier (Montbrison, 1544 – Duerne, 1600) è stato uno scrittore francese, signore di Vauprivast.

## Biografia
Era consigliere del re e controllore generale di Lione.
Di lui abbiamo:
- la Prosopographie, description des personnages-insignes, avec portraits, Lione, 1573
- la Bibliothèque d'Ant. Duverdier, contenant le catalogue de tous les auteurs qui ont écrit en français, 1585, opera bibliografica preziosa, ristampata nel 1772 insieme a quella di La Croix du Maine.